# Rudolf Kárpáti
Rudolf Kárpáti (17 de julio de 1920-1 de febrero de 1999) fue un deportista húngaro que compitió en esgrima, especialista en la modalidad de sable.
Participó en cuatro Juegos Olímpicos de Verano entre los años 1948 y 1960, obteniendo en total seis medallas de oro: una en Londres 1948, una en Helsinki 1952, dos en Melbourne 1956 y dos en Roma 1960. Ganó doce medallas en el Campeonato Mundial de Esgrima entre los años 1953 y 1961.

## Palmarés internacional
| Juegos Olímpicos   | Juegos Olímpicos            | Juegos Olímpicos  | Juegos Olímpicos  |
| Año                | Lugar                       | Medalla           | Prueba            |
| ------------------ | --------------------------- | ----------------- | ----------------- |
| 1948               | Londres (Reino Unido)       | Medalla de oro    | Sable por equipos |
| 1952               | Helsinki (Finlandia)        | Medalla de oro    | Sable por equipos |
| 1956               | Melbourne (Australia)       | Medalla de oro    | Sable individual  |
| 1956               | Melbourne (Australia)       | Medalla de oro    | Sable por equipos |
| 1960               | Roma (Italia)               | Medalla de oro    | Sable individual  |
| 1960               | Roma (Italia)               | Medalla de oro    | Sable por equipos |
| Campeonato Mundial |                             |                   |                   |
| Año                | Lugar                       | Medalla           | Prueba            |
| 1953               | Bruselas (Bélgica)          | Medalla de oro    | Sable por equipos |
| 1953               | Bruselas (Bélgica)          | Medalla de bronce | Sable individual  |
| 1954               | Luxemburgo (Luxemburgo)     | Medalla de oro    | Sable individual  |
| 1954               | Luxemburgo (Luxemburgo)     | Medalla de oro    | Sable por equipos |
| 1955               | Roma (Italia)               | Medalla de oro    | Sable por equipos |
| 1955               | Roma (Italia)               | Medalla de plata  | Sable individual  |
| 1957               | París (Francia)             | Medalla de oro    | Sable por equipos |
| 1957               | París (Francia)             | Medalla de plata  | Sable individual  |
| 1958               | Filadelfia (Estados Unidos) | Medalla de oro    | Sable por equipos |
| 1959               | Budapest (Hungría)          | Medalla de oro    | Sable individual  |
| 1959               | Budapest (Hungría)          | Medalla de plata  | Sable por equipos |
| 1961               | Turín (Italia)              | Medalla de bronce | Sable por equipos |